# Manuel José Gomes Rebelo Horta
Manuel José Gomes Rebelo Horta (Sabará, 1809 — 1887) foi um político mineiro.
Foi presidente da província de Minas Gerais,  de 10 de abril a 11 de maio de 1848 e, nomeado por carta imperial de 19 de novembro de 1878, de 5 de janeiro a 26 de dezembro de 1879.